# 金政振
金政振（韓語：김정진，1993年2月7日—），韓國男演員，2022年從電影《失控正義》出道。

## 影視作品

### 劇集
| 年份 | 播放平台     | 劇名                 | 角色   | 備註 |
| 2023 | SBS          | 《模範計程車2》      | 警衛   |      |
| 2023 | Coupang Play | 《少年時代》         | 楊鐵弘 | 配角 |
| 2024 | JTBC         | 《貞淑的推銷》       | 嚴大根 | 配角 |
| 2024 | MBC          | 《如此親密的背叛者》 | 崔英民 | 配角 |
| 2024 | KBS2         | 《Face Me》          | 金善勇 |      |
| 2025 | Coupang Play | 《新烏托邦》         | 黃京植 | 配角 |

### 電影
| 年份 | 片名         | 角色   | 備註     |
| 2022 | 《失控正義》 | 白英中 | 出道作品 |

## 獎項榮譽
| 年份 | 頒獎典禮               | 獎項                    | 作品                               | 結果 | 參考  |
| 2024 | 第十屆APAN Star Awards | 男子新人獎              | 《少年時代》、《如此親密的背叛者》 | 獲獎 | [ 5 ] |
| 2025 | 第61屆百想藝術大獎     | 放送部門 男子新人演技獎 | 《如此親密的背叛者》               | 提名 | [ 6 ] |

## 外部連結
- 官方网站
- 金政振的Instagram帳戶
- 金政振在NAVER上的资料
- 金政振在Daum上的资料
- 金政振在韩国电影数据库（KMDb）上的資料（韓語）
- 金政振在互联网电影资料库（IMDb）上的資料（英文）
- 金政振在HanCinema的頁面（英文）